# Mniothripa bradleyi
Mniothripa bradleyi är en fjärilsart som beskrevs av Fletcher 1957. Mniothripa bradleyi ingår i släktet Mniothripa och familjen trågspinnare. Inga underarter finns listade i Catalogue of Life.